# Alberto Vaquina
Alberto Vaquina es un médico y político mozambiqueño que ocupó el cargo de Primer ministro de Mozambique desde el 8 de octubre de 2012 hasta el 17 de enero de 2015. Estudió medicina en la Universidad de Oporto.

## Carrera política
Comenzó en política como director provincial de Salud en Cabo Delgado (1998-2000) y Nampula (2001-2005). Ese año dio el salto al cargo de gobernador de Sofala, permaneciendo en él hasta 2010 cuando fue designado gobernador de Tete. En 2012 en una reestructuración del gobierno, el presidente Armando Guebuza destituyó al primer ministro Aires Ali. Vaquina fue elegido por Guebuza para sustituir a Ali, en un movimiento calificado como "sorprendente" por el analista mozambiqueño Josep Hanlon. El analista lo destacaba como uno de los posibles sucesores de Guebuza tras un ascenso tan rápido.